# イリアス・イリアディス

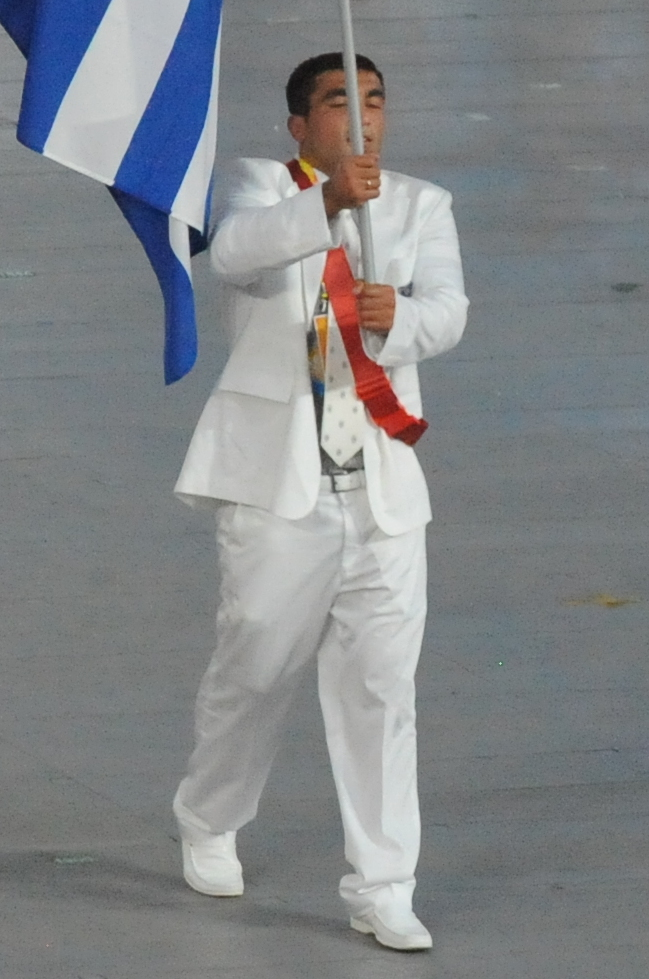
2008年北京オリンピック開会式にて

イリアス・イリアディス（Ilias Iliadis 、ギリシア語: Ηλίας Ηλιάδης、旧名グルジア語: ჯარჯი ზვიადაური、Jarji Zviadauri、1986年11月10日- ）は、ギリシャの柔道家。ジョージアのカヘティ州出身。身長180 cm。ジョージアでの旧名はJarji Zviadauri。3段。 かつては、ギリシャ軍に在籍して副官を務めていた。

## 人物
3度の世界選手権制覇、オリンピックでは2階級でのメダル獲得等の実績により国内外で広く知られた名選手。
男子柔道競技での金メダル獲得史上最年少、かつメダル獲得最年少となる17歳での五輪制覇を成し遂げた。
10歳の時にグルジアで柔道を始めた。のちにトップ選手となるチリキシビリやリパルテリアニらと同じ道場に通っていた。その後、2002年にギリシャに帰化する。2004年のヨーロッパ柔道選手権では史上最年少で優勝した。同年のアテネオリンピックの男子81kg級に17歳で出場し、男子としては史上最年少で金メダルを獲得した。これにより、ギリシャ軍の大佐に任命された。このとき、いとこのズラブ・ズビャダウリも男子90kg級で日本の泉浩に勝利し、金メダルを獲得している(90kg級)。
2005年世界柔道選手権大会では決勝で泉に敗れて銀メダル、2007年世界柔道選手権大会では決勝でイラクリ・チレキゼに敗れて銀メダルを獲得している。
2008年北京オリンピックの開会式でギリシャ選手団の旗手を務めたが、競技では2回戦敗退に終わった。
2007年世界柔道選手権大会で2位になって以降は怪我の影響もあり、成績は低迷した。北京でも結果を出せず半ば引退と言われた時期もあったが、2010年世界柔道選手権大会では優勝候補の小野卓志や西山大希といった日本人選手を立て続けに破り、優勝を果たした。2011年世界柔道選手権大会でも決勝で2年連続の対戦となった西山に大腰で一本勝ちし、世界選手権2連覇を達成した。
2012年7月のロンドンオリンピックでは優勝候補筆頭だったものの、準々決勝でロシアのキリル・デニソフに有効で敗れるが、敗者復活戦を勝ち上がって銅メダルを獲得した。
2013年の世界選手権では準決勝でキューバのアスレイ・ゴンサレスに有効で敗れて3位だった。
2014年の世界選手権では決勝でハンガリーのトート・クリスティアーンに払巻込で一本勝ちし、2011年以来となる3度目の世界選手権優勝を飾った。
2016年のリオデジャネイロオリンピックでは初戦で中国の程訓釗に大外刈で敗れて、現役引退を表明した。
2017年には現役復帰して世界選手権(無差別)に出場するも、初戦でオランダのロイ・メイヤーに大外刈りの技ありで敗れた。
その後引退すると、2019年からはウズベキスタンナショナルチームのヘッドコーチになった。

## 主な戦績
73kg級での戦績
- 2001年 - ヨーロッパユースオリンピックフェスティバル　優勝
- 2001年 - ヨーロッパカデ柔道選手権大会　優勝
- 2002年 - ヨーロッパジュニア　3位
- 2003年 - ヨーロッパU23柔道選手権大会　優勝

81kg級での戦績
- 2004年 - フランス国際　3位
- 2004年 - ドイツ国際　3位
- 2004年 - ヨーロッパ選手権　優勝
- 2004年 - アテネオリンピック　優勝

90kg級での戦績
- 2005年 - フランス国際　優勝
- 2005年 - 地中海競技大会　優勝
- 2005年 - 世界選手権　2位
- 2006年 - チェコ国際　2位
- 2006年 - オランダ国際　優勝
- 2006年 - ポルトガル国際　2位
- 2006年 - 世界軍人柔道選手権大会　優勝
- 2006年 - ヨーロッパU23柔道選手権大会　優勝
- 2007年 - フランス国際　2位
- 2007年 - ドイツ国際　優勝
- 2007年 - イタリア国際　3位
- 2007年 - ルーマニア国際　優勝
- 2007年 - 世界選手権　2位
- 2007年 - ミリタリーワールドゲームズ　優勝
- 2007年 - 嘉納杯　優勝
- 2008年 - グルジア国際　2位
- 2008年 - フランス国際　優勝
- 2009年 - ワールドカップ・タリン　2位
- 2009年 - 地中海競技大会　優勝
- 2010年 - ヨーロッパ選手権　3位
- 2010年 - グランドスラム・リオデジャネイロ　5位
- 2010年 - ワールドカップ・サンパウロ　3位
- 2010年 - ワールドカップ・マドリード　3位
- 2010年 - グランドスラム・モスクワ　5位
- 2010年 - 世界選手権　優勝
- 2011年 - ワールドマスターズ　2位
- 2011年 - グランプリ・デュッセルドルフ　5位
- 2011年 - ヨーロッパ選手権　優勝
- 2011年 - グランドスラム・モスクワ　優勝
- 2011年 - 世界選手権　優勝
- 2011年 - グランドスラム・東京　5位
- 2012年 - ワールドマスターズ　5位
- 2012年 - グランドスラム・モスクワ　優勝
- 2012年 -　ロンドンオリンピック　3位
- 2013年 - 世界選手権　3位
- 2013年 - グランプリ・チェジュ　2位
- 2014年 - グランプリ・デュッセルドルフ　優勝
- 2014年 - 世界選手権　優勝
- 2015年 - ヨーロッパ競技大会　3位
- 2015年 -　グランプリ・チェジュ　3位
- 2016年 -　ワールドマスターズ　5位

(出典、JudoInside.com)。　